# Palicourea andaluciana
Palicourea andaluciana är en måreväxtart som beskrevs av Paul Carpenter Standley. Palicourea andaluciana ingår i släktet Palicourea och familjen måreväxter. Inga underarter finns listade i Catalogue of Life. Arten växer i våta tropiska biomen i Colombia och Ecuador.